# Opuntia hyptiacantha

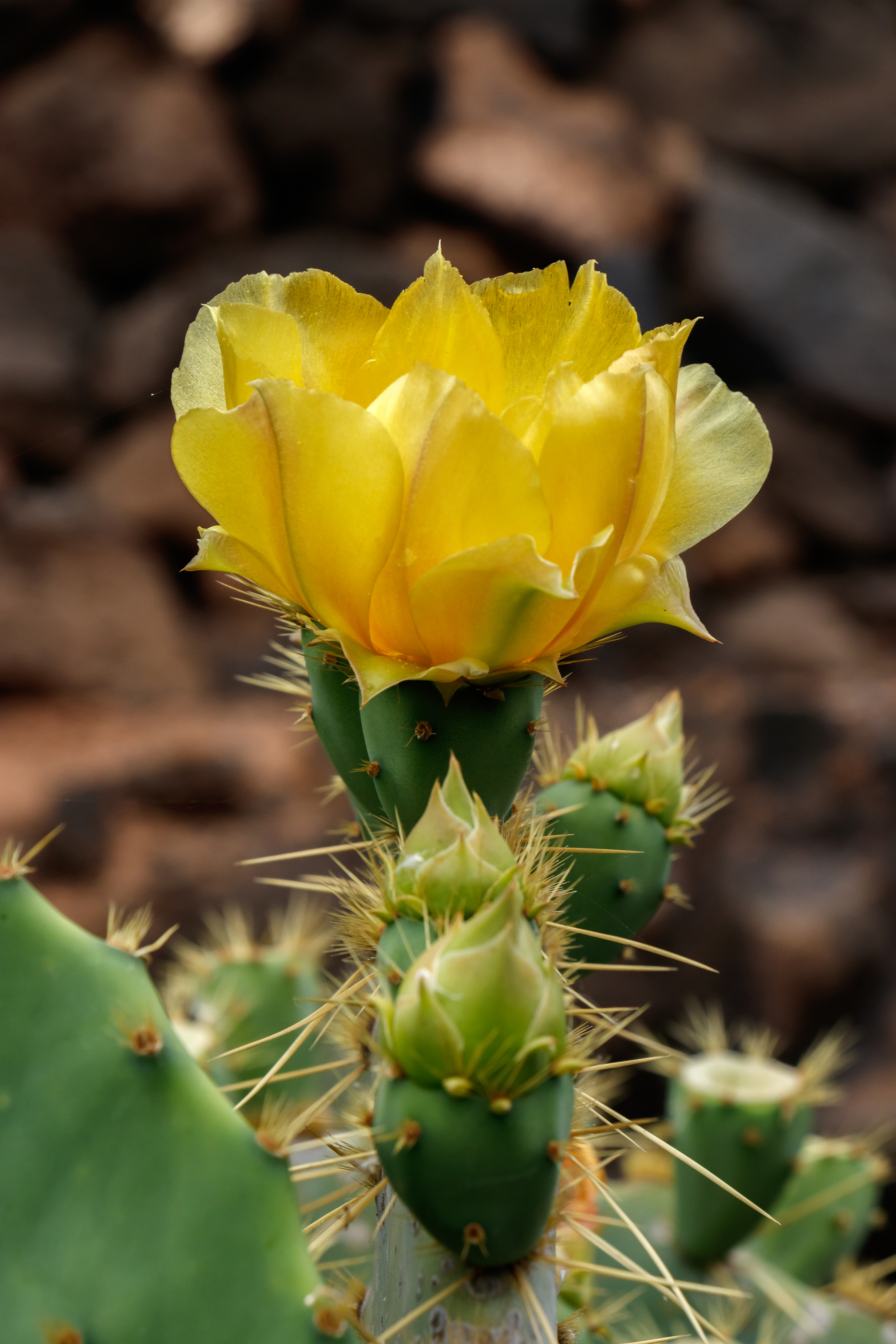
Blüte

Opuntia hyptiacantha ist eine Pflanzenart in der Gattung der Opuntien (Opuntia) aus der Familie der Kakteengewächse (Cactaceae). Das Artepitheton hyptiacantha leitet sich von den griechischen Worten hyptios für ‚zurückgebogen‘ sowie akanthos für ‚Dorn‘ ab. Spanische Trivialnamen sind „Nopal Cascarón“, „Nopal Memelo“ und „Tuna Chaveña“.

## Beschreibung
Opuntia hyptiacantha  wächst strauchig bis baumförmig mit aufsteigenden Ästen und erreicht Wuchshöhen von 2 bis 5 Metern. Die verkehrt-eiförmigen, blassgrünen, kahlen Triebabschnitte sind 19 bis 30 Zentimeter lang und 12 bis 19 Zentimeter breit. Die kleinen Areolen stehen 1,5 Zentimeter voneinander entfernt. Aus ihnen entspringen bräunliche, 2 bis 4 Millimeter lange Glochiden und 3 bis 8 Dornen. Die weißlich grauen, im Alter dunkler werdenden Dornen sind 5 bis 16 Millimeter lang und abstehend. Der untere Dorn ist zurückgebogen.
Die Blüten sind rot bis orange und erreichen eine Länge von 6,5 bis 7 Zentimetern. Die essbaren, verkehrt-eiförmigen und kahlen Früchte sind rot. Sie sind 3 bis 4,5 Zentimeter lang und erreichen Durchmesser von 2,6 bis 3,2 Zentimeter.

## Verbreitung, Systematik und Gefährdung
Opuntia hyptiacantha ist im Mittel-Mexiko weit verbreitet.
Die Erstbeschreibung wurde 1898 von Frédéric Albert Constantin Weber veröffentlicht.
In der Roten Liste gefährdeter Arten der IUCN wird die Art als „Least Concern (LC)“, d. h. als nicht gefährdet geführt. Die Entwicklung der Populationen wird als stabil angesehen.

## Nachweise